# 非洲柏大戟
非洲柏大戟（學名：Euphorbia cyparissioides）是大戟科大戟属的一个种，分布于热带非洲。